# Ceccardo di Luni
San Ceccardo di Luni (800 circa – Luni, 860 circa) è stato un vescovo e santo italiano.
Fu vescovo della diocesi di Luni ed è venerato come santo dalla Chiesa cattolica.

## Agiografia
Redasse un breve commemorationis dell'episcopato di Petroaldo (816?-826?); in questo documento, da chierico, si firma come Sicheradus Silitraldi. Il nome ne indica la probabile origine da famiglia bizantina. 

Ceccardo subì il martirio da vescovo quando i Vichinghi di Hastein conquistarono Luni nell'860. Secondo altre tradizioni avrebbe invece subito il martirio a Carrara o ad Avenza intorno al 600 o nell'895, ma tali notizie sono tutte senza fondamento.

## Culto
Nel luogo indicato dalle leggende è sorta, almeno a partire dal XIV secolo, la chiesa di San Ceccardo ad Acquas, contenente una piccola fonte scaturita dove avrebbe toccato terra il primo fiotto di sangue del martire (leggenda simile è alla base del monastero delle Tre Fontane a Roma). 

Il suo corpo è custodito nel Duomo di Carrara e ha subito almeno cinque ricognizioni: nel 1599 durante l'episcopato di Giovanni Battista Salvago, nel 1625, nel 1782 e nel 1949, durante l'episcopato di Carlo Boiardi, vescovo di Apuania. L'ultima ricognizione è stata effettuata alla fine degli anni 1990.
Il culto di San Ceccardo vescovo e martire fu fortemente promosso da parte dei Canonici regolari di San Frediano di Lucca, che ebbero la cura del Duomo fino ai tre quarti del XVIII secolo; dopo questa data, per provvedimento della duchessa di Modena, la chiesa passò al clero diocesano, con diritto, da parte della Comunità di Carrara, di proporne la nomina del priore.

Questa attività di propaganda faceva parte di una mirata azione di pressione da parte dei succitati canonici, volta al riconoscimento della giurisdizione "nullius diocesis" della chiesa stessa.
È assolutamente da escludere, allo stato attuale delle fonti documentarie, che ciò sia stato mai realizzato.
Tuttavia questo nulla toglie alla forte devozione della cittadinanza fin dai tempi più remoti e al valore della testimonianza di fede e di evangelizzazione ("usque ad sanguinis effusionem") di San Ceccardo - a cui la tradizione attribuisce numerosi miracolosi interventi - e da parte dei suoi predecessori nella carica di vescovo di Luni, verso le popolazioni della campagna lunense, ancora fortemente suggestionate dal paganesimo pre-romano, politeismo, animismo e dalla stregoneria rurale.
La solennità di San Ceccardo, patrono della città, del comune e del vicariato di Carrara, ricorre il 16 giugno.

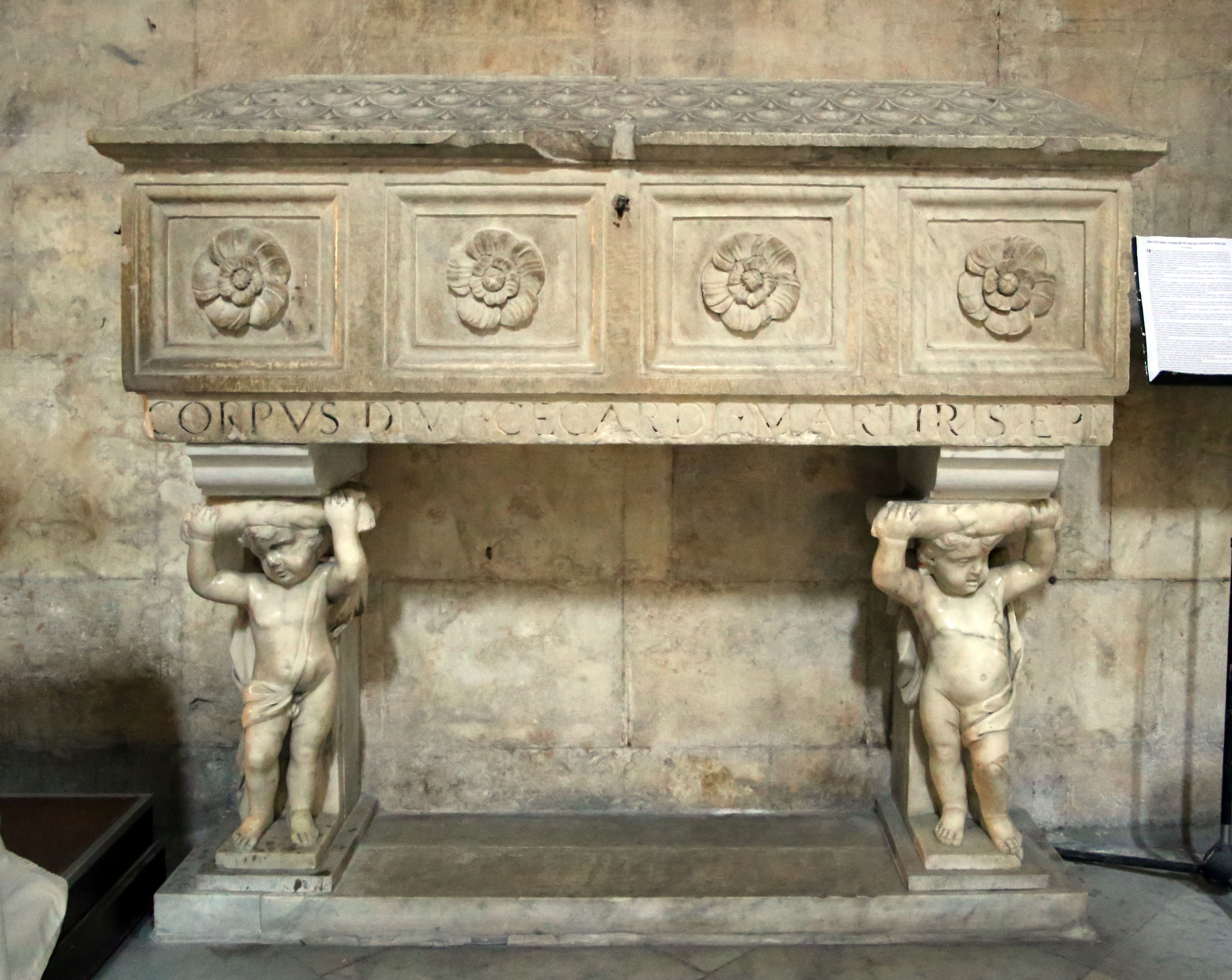
Sarcofago di san Ceccardo nel Duomo di Carrara